# Schweppes
Schweppes (Pron.: /chuéps/) é uma marca de refrigerantes integrante do portfólio da empresa Dr Pepper Snapple Group e licenciada para fabricantes nacionais. The Coca-Cola Company tem comprado o direito da marca em 155 paises.

## História
A história da marca de refrigerantes Schweppes começa em 1783 na Suiça. Johann Jacob Schweppe, um joalheiro alemão e cientista amador desenvolveu um método para produzir água carbonatada em escala comercial, e fundou uma empresa em Genebra. Ele mudou-se ao Reino Unido e a primeira fábrica da então formada empresa "J. Schweppe & Co" inaugurou no ano de 1792, em Londres, produzindo assim, em larga escala, o refrigerante Schweppes Soda.
Em 1800 o negócio continuava a crescer e suas águas tônicas eram recomendadas por médicos para alguns problemas de saúde, aumentando assim a popularidade do produto. Em 1831 a marca se tornou fornecedora oficial de água mineral e soda da Família Real Britânica. No ano seguinte introduziu no mercado sua tradicional e original garrafa oval. John Kemp-Welch e William Evill compraram a empresa em 1834 e estenderam a gama de produtos, incluindo refrescos com sabores de limão. Dois anos mais tarde a empresa foi condecorada com a garantia real pela Rainha Vitória. Em 1870, a fábrica aumentou sua linha de produtos, passando a produzir também Schweppes Tônica, água com altos teores de gás carbônico e um toque de quinino, chamada também de "água tônica indiana", pois, a ideia de colocar quinino na bebida nasceu dentro das fileiras do exército indiano como forma de combater a malária; e Schweppes Ginger Ale, com leve toque de gengibre. Em 1877, na cidade de Sydney na Austrália, instalou uma nova unidade fabril e, em 1884, outra em Nova Iorque. Era o começo de uma expansão internacional. Depois de se converter em sociedade anônima em 1897, a empresa criou em 1923 uma subsidiária para cuidar do desenvolvimento da marca no mercado estrangeiro.
Cadbury (Reino Unido) comprou Schweppes em 1969. A bebida chegou ao Brasil no ano de 1991. Cadbury Schweppes possuia a marca até 2008, quando venderam a divisão de Schweppes e Dr.Pepper, lançando Dr Pepper Snapple Group como sociedade pública nos EUA, e proprietária da marca.
Em 1999, a marca "Schweppes" foi adquirida parcialmente pela "The Coca-Cola Company", que distribui para 155 países da América Latina, continente africano e asiático.
A "Schweppes" da empresa original, dedica-se ao mercado europeu, Estados Unidos e Canadá, geralmente por meio de licenças a fabricantes nacionais. Em Portugal os produtos Schweppes são fabricados pela Orangina Schweppes, parte da Suntory do Japão.

## Variante da marca
Países como a Noruega, a Finlândia, a Suécia e a Dinamarca são um dos maiores consumidores da marca, sendo encontrada em diversos sabores como laranja, gengibre, soda, coco, uva e limão.
Comercializada pela Coca-Cola,o refrigerante possui no Brasil as seguintes versões direcionadas ao público adulto, entre 25 e 39 anos:
- Tônica (água tônica)
- Tônica Light (Lançada em dezembro de 2006).
- Citrus (Sabor mix de maçã,maçã verde, goiaba, Limão, Guaraná, laranja e toranja)
- Citrus Light
- Club Soda
- Guaraná Class (novo sabor disponível apenas em MG e SP)[8]
- Ginger Ale
- Grape Fusion (edição especial descontinuada)